# 妙見山 (郡山市)
妙見山（みょうけんやま）は、福島県郡山市と須賀川市の境界にある標高777mの山である。別名「飯森山」。奥羽山脈に位置する。

## 概要
妙見山は奥羽山脈に位置する山である。登山道は飯豊和気神社の参道となっており、福島県道29号長沼喜久田線沿いに登山道へと続く道の入口がある。山頂には飯豊和気神社や四等三角点がある。

## 飯豊和気神社
妙見山の山頂に鎮座する神社。祭神は「御饌津神」（みけつかみ）。創建は724年（神亀元年）と伝えられる。延喜式内小社。文禄2年（1593年）2月に正一位の宣旨。
江戸時代までは、二本松藩の郡奉行、代官や安積郡内の神官全員が登山し、五穀豊穣、悪疫退散の祈祷を行う「御山祭」と称する祭事があったと伝えられる。また、本殿がある山頂付近には夜ごとに樹立ちの中に幾千個もの燈光「御竜燈」が現れると言われている。
なお、山頂の本殿の他、郡山市三穂田町下守屋字上豊舘の八雲神社に遥拝殿がある。